# الكت (باركشير)
الكت (بالإنجليزية: Elcot, Berkshire)‏ هي قرية تقع في المملكة المتحدة في جنوب شرق إنجلترا.